# 临淄足球博物馆

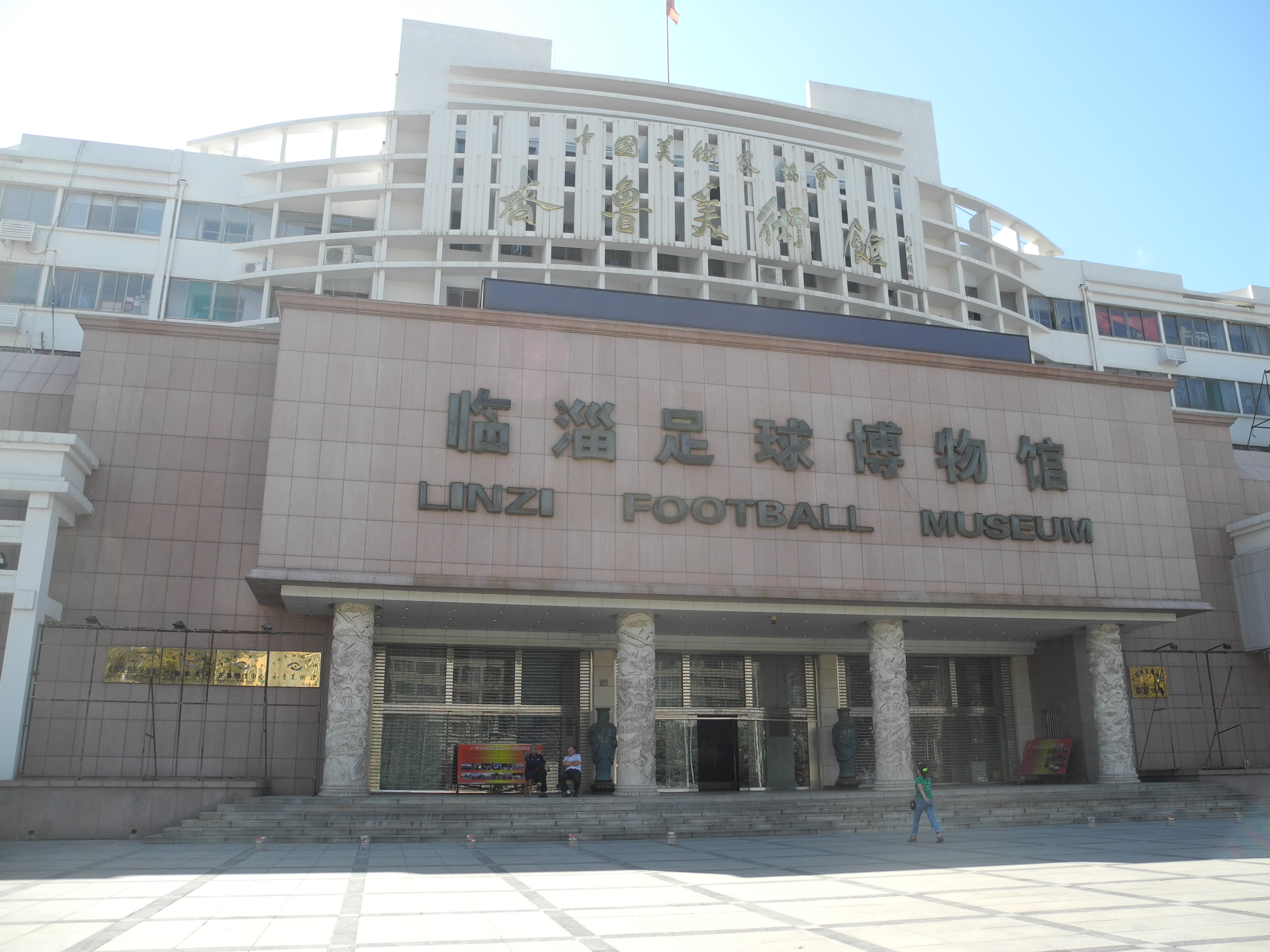
临淄足球博物馆

临淄足球博物馆位于山东省淄博市临淄区，面积约2500平方米。

## 历史
2004年7月15日，经国际足联认定，世界足球起源于中国山东淄博临淄。早在2300多年前蹴鞠就已诞生并流行于中国临淄，古代的蹴鞠就是足球的前身。
2005年9月12日，正式开馆。